# Mlask boczny nosowy dziąsłowy dźwięczny
Mlask boczny nosowy dziąsłowy dźwięczny – rodzaj dźwięku spółgłoskowego występujący w niektórych językach naturalnych. W Międzynarodowym alfabecie fonetycznym oznaczany jest symbolem [ǁ̃], [ŋǁ] lub [ᵑǁ].

## Artykulacja
W czasie artykulacji podstawowego wariantu [ŋǁ]:
- modulowany jest prąd powietrza zasysanego powstały w wyniku różnicy ciśnień wytworzonej przy grzbiecie języka wzniesionym do góry, czyli artykulacja tej spółgłoski wymaga inicjacji ustnej i ingresji;
- mimo iż dochodzi do zablokowania przepływu powietrza przez tor ustny jamą ustną, podniebienie miękkie jest opuszczone i powietrze uchodzi przez nos – jest to spółgłoska nosowa;
- prąd powietrza w jamie ustnej przepływa ponad całym językiem lub przynajmniej powietrze uchodzi wzdłuż środkowej linii języka;
- koniuszek języka i jego brzeżek kontaktuje się z górnymi dziąsłami, tworząc częściowe boczne zwarcie jak przy artykulacji [l]. Równocześnie grzbiet języka wznosi się stromo w kierunku podniebienia miękkiego i języczka, tworząc całkowite drugie zwarcie. W powstałej komorze dochodzi do powstania podciśnienia w wyniku „ssącego” ruchu języka do tyłu. Następuje przerwanie blokady dziąsłowej / bocznej, przy czym równocześnie powietrze jest zasysane do środka, co daje akustycznie charakterystyczny mlask;
- więzadła głosowe drgają, jest to spółgłoska dźwięczna.

## Wykorzystanie
Mlask boczny dziąsłowy dźwięczny występuje m.in. w języku !Xóõ. W języku tym oddawany jest za pomocą dwuznaku nǁ.